# Clearwater River (White River)
Der Clearwater River ist ein Fluss innerhalb der Clearwater Wilderness in der Kaskadenkette im Pierce County im US-Bundesstaat Washington. Der Fluss entwässert das Wildnisgebiet und ist ein Zufluss des White River.